# Cù Thị Hậu
Cù Thị Hậu (sinh 1944) là một chính khách Việt Nam, Anh hùng Lao động, lãnh đạo Công đoàn Việt Nam. Bà từng là Chủ tịch Hội Người cao tuổi Việt Nam.

## Xuất thân
Cù Thị Hậu sinh ngày 1 tháng 10 năm 1944, tại xã Vĩnh Chân, huyện Hạ Hoà, tỉnh Phú Thọ.
Bà trở thành Đảng viên Đảng Cộng sản Việt Nam vào tháng 4 năm 1969. 
Về trình độ chuyên môn, bà có bằng tốt nghiệp khoa Kinh tế công nghiệp khoá XIX hệ chính quy trường Đại học Kinh tế quốc dân.
Trong một thời gian dài, bà là công nhân nhà máy dệt 8-3. Vốn cao lớn, khỏe mạnh, chịu khó, bà nhanh chóng trở thành người lao động giỏi và được khen thưởng 10 năm là Chiến sĩ thi đua.
Từ năm 1963 đến năm 1975, bà đã qua các chức vụ: Bí thư Chi đoàn Ca B xưởng dệt, Đảng uỷ viên của Đảng bộ Nhà máy dệt 8/3, Phó Thư ký Công đoàn của Nhà máy dệt 8/3, Phó Thư ký Công đoàn Công nghiệp nhẹ Việt Nam, Trưởng Ủy ban Kiểm tra của ngành công nghiệp nhẹ, Ủy viên Ban Chấp hành Đảng bộ cơ quan Bộ Công nghiệp nhẹ.
Bà là Đại biểu Quốc hội các khóa V, VI và XI. Hiện nay là đại biểu Quốc hội khoá XIII.
Bà là Ủy viên Ban Chấp hành Trung ương Đảng Cộng sản Việt Nam các khoá VI (1986), khoá VII (1991), khoá VIII (1996), khoá IX (2001).

## Hoạt động lãnh đạo Công đoàn
Bà được bầu làm Ủy viên Đoàn Chủ tịch Tổng Công đoàn Việt Nam khoá III (1974), Ủy viên Đảng đoàn - Ủy viên Ban Thư ký, Chủ nhiệm Ủy ban Kiểm tra Tổng Liên đoàn khoá V (1983); Phó Chủ tịch thường trực (1988), Phó Bí thư Đảng đoàn Tổng LĐLĐVN khoá VI, khoá VII. Chủ tịch, Bí thư Đảng đoàn Tổng LĐLĐVN khoá VIII(1998), Chủ tịch Tổng Liên đoàn Lao động Việt Nam khoá IX (2003 đến 2006), Phó Chủ tịch Liên hiệp Công đoàn thế giới khoá XIV, khoá XV.

## Khen thưởng
Năm 1971, bà được Nhà nước tặng thưởng Huân chương Lao động hạng Ba. Năm 1973 được phong tặng danh hiệu Anh hùng Lao động. Năm 1998, được tặng thưởng Huân chương Lao động hạng Nhất. Năm 2006, được tặng thưởng Huân chương Độc lập hạng Nhất.

## Khi nghỉ hưu
Tháng 1 năm 2010, bà được Ban Chấp hành Trung ương Hội Người cao tuổi Việt Nam bầu làm Phó Chủ tịch Hội Người cao tuổi Việt Nam khoá III.
Tháng 11 năm 2011, tại Đại hội đại biểu toàn quốc lần thứ IV của Hội Người cao tuổi Việt Nam, bà được Hội nghị lần thứ nhất Ban chấp hành Trung ương Hội khoá IV bầu làm Chủ tịch Hội Người cao tuổi Việt Nam.
.